# 모하메드 알멘피

2023년 모습

모하메드 알멘피(Mohamed al-Menfi, 본명: 모하메드 유누스 알멘피, Mohamed Yunus al-Menfi, 1976년 3월 3일 출생)는 리비아의 외교관이자 정치인이다. 2021년 2월 5일, 리비아 정치 대화 포럼에서 리비아 대통령 위원회 의장으로 선출되었다. 이전에는 그리스 주재 리비아 대사를 역임했다.